# Susana Reberdito
Susana Saéz-Díez Reberdito (San Sebastián, 25 de noviembre de 1962) es una artista plástica española. Su forma más común de expresión es la pintura al óleo pero ha realizado también trabajos en escultura, arte digital y cerámica.
En 1990 ganó el concurso público internacional para pintar el mural en la Sala María Blanchard del Palacio de Festivales de Cantabria en Santander, España. Desde 1995 Susana Reberdito vive y trabaja entre España y Alemania.

## Trayectoria
Susana Reberdito nació en San Sebastián y creció en Plasencia y Santander, a donde se mudó su familia en 1974.
De 1980 a 1984 realizó estudios de dibujo y pintura en los estudios de Xesús Vázquez y Esteban de la Foz. Comenzó sus estudios universitarios en 1982 y expuso en su primera exposición colectiva en 1983. En 1985 se mudó a Madrid para terminar sus estudios universitarios, obteniendo la licenciatura en Historia del Arte en la Universidad Autónoma de Madrid en 1988. En la Universidad Autónoma de Madrid fue alumna de José Jiménez y Guillermo Solana entre otros.
De 1987 a 1993 participó en los "Talleres de Arte Actual" en el Círculo de Bellas Artes en Madrid, dirigidos entre otros por Juan Navarro Baldeweg (1987), José Luis Alexanco (1988), Jiří Georg Dokoupil (1989), Soledad Sevilla (1989) y Magdalena Abakanowicz (1993). En los talleres coincidió con miembros de la movida madrileña como Fabio McNamara. En 1988-1989 vivió en Tokio, Japón. En 1990, después de ganar un concurso público internacional, pintó el mural en la Sala María Blanchard (originalmente llamada Sala Griega) en el Palacio de Festivales de Cantabria colaborando con el arquitecto Francisco Javier Sáenz de Oiza. De 1990 a 1992 vivió y trabajó en Estados Unidos asistiendo a cursos de postgrado con Don Demouro, Ed Wilson y Angelo Ippolito (en) en State University of New York at Binghamton. De 1994 a 1996 hizo talleres de grabado con Joan Barbará en la Fundación Pilar y Joan Miró en Palma de Mallorca. En 1998 participó como alumna oyente en las clases del escultor Stephan Balkenhol en la Academia de Bellas Artes de Karlsruhe. En 2005 vivió y trabajó durante varios meses en Youkobo Art Space en Tokio, Japón. En los últimos años su lugar de trabajo principal ha sido en Walldorf cerca de Heidelberg, Alemania, donde tiene su estudio.

## Pintura

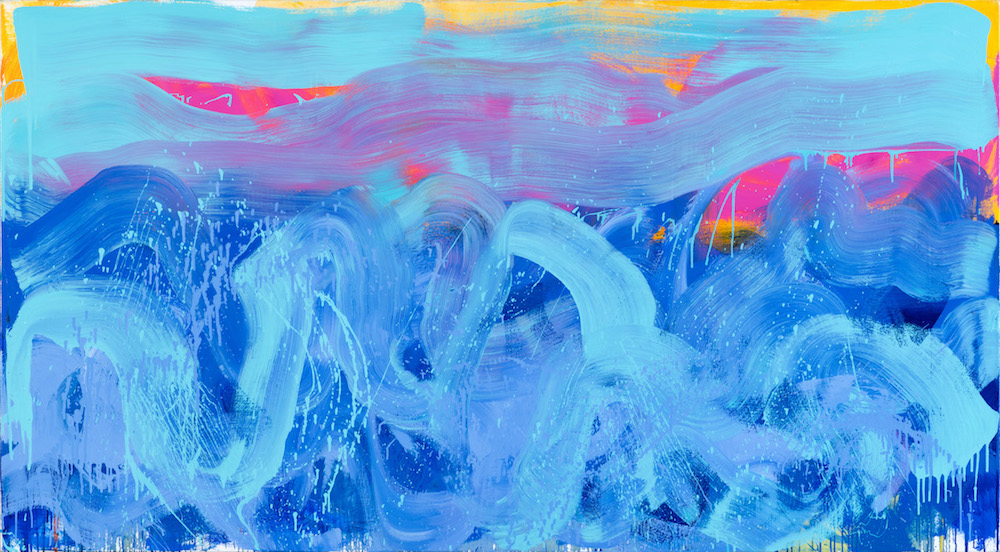
Susana Reberdito, Las Olas III, óleo sobre tela, 2017

"En la pintura de Susana Reberdito siempre ha habido una monumentalidad muy poderosa, desde sus figuras danzantes de la Sala Griega del Palacio de Festivales de Santander hasta estos océanos, incluso en la serie de pequeño formato. Parece extraño llamar “océano” a una pieza de 30 x 32 cm, pero en realidad el efecto monumental no disminuye en absoluto en esta serie pequeña, si acaso se acentúa. En ella todo se concentra en el encuentro entre dos consistencias, la sustancia más densa del agua y la más leve y transparente de la nube. En Océano 2, el encuentro es un roce entre el mar que se hincha y la nube caliente que se desliza sobre él, un roce a punto de convertirse en abrazo amoroso. Entre los océanos pequeños, quizá los más sorprendentes son esos donde el fondo negro permite percibir las transparencias variables de las grandes pinceladas de azul, como si la luz estival se disolviera en la oscuridad de la noche. Pero la sensación final que la obra de Reberdito comunica no es de disolución, sino de plenitud. La ola y la montaña, el mar y la nube, el agua y la pintura identificados en una pura exaltación vital, en una celebración de la vida, con una intensa emoción sensual y casi religiosa al mismo tiempo."

## Exposiciones individuales (selección)
- Susana Reberdito - Del Color y la Forma, Galería Siboney, Santander, España. (2020)[6][7]

- Susana Reberdito: Stillleben - Lautleben, Galerie 100 Kubik, Colonia, Alemania. (2020)[8]

- Meeresrauschen: Susurros del Mar. Espacio Cultural Los Arenales. Gobierno de Cantabria. Santander, España. (2019)[9][10]

- Susana Reberdito: Malerei und Grafik, Galerie p-13, Heidelberg, Alemania. (2018)[11]

- Schau an, +punkt. Kirche INF 130, Heidelberg, Alemania. (2018)[12]

- Zwischen Küsten, Wellen und Orangen: Malerei, Städtische Galerie im Alten Spital, Bad Wimpfen, Alemania. (2017)[13]

- Eine malerische Exkursion, Rhein-Neckar-Kreis and GRN-Klinik, Weinheim, Alemania. (2017)[14]

- Del dibujo y el color, Galería Siboney, Santander, España. (2016)[15]

- Stillleben, Galerie p-13, Heidelberg, Alemania. (2015)[16]

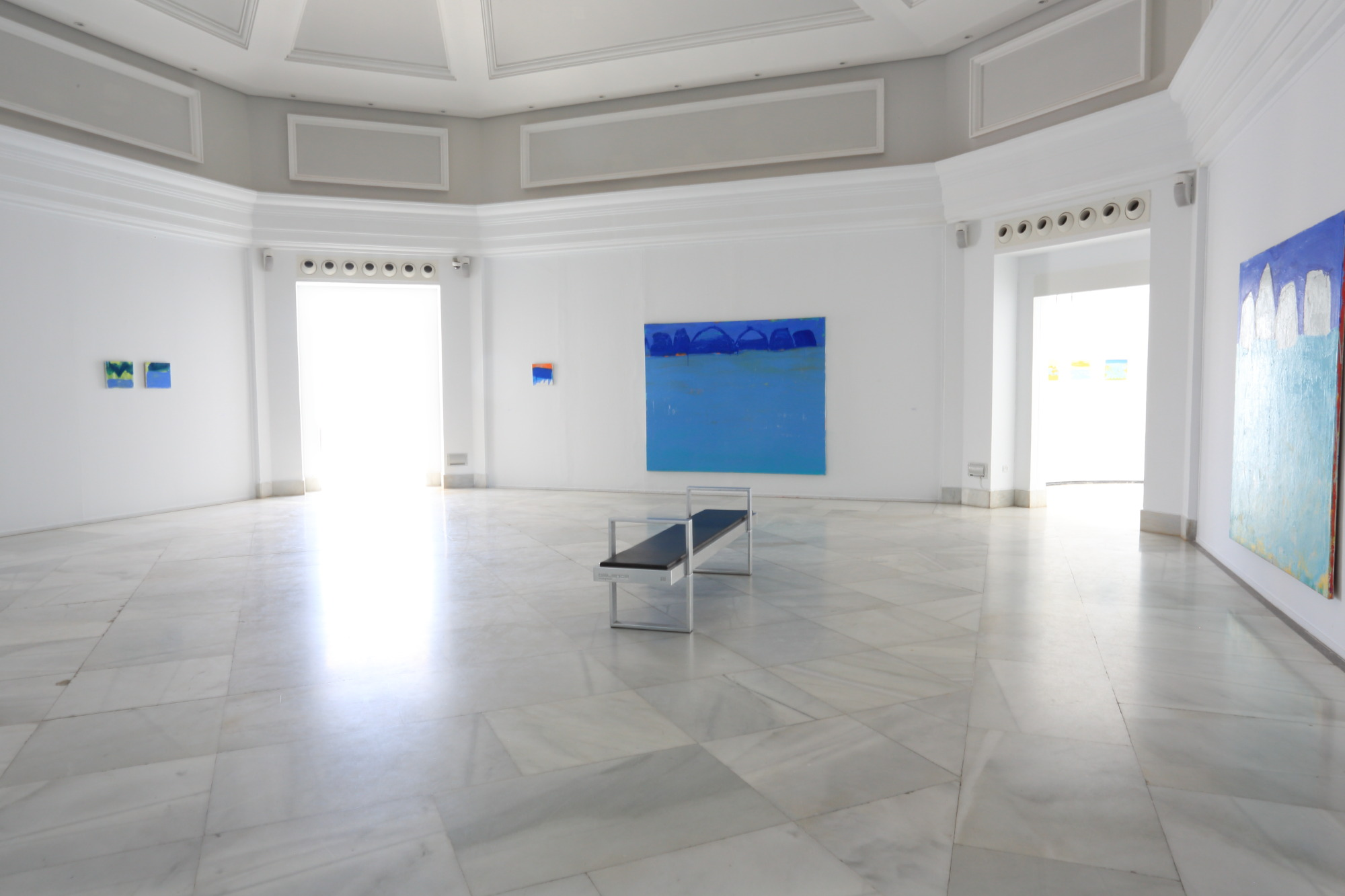
Exposición, Susana Reberdito, Palacete del Embarcadero, Santander 2014

- Océanos, Palacete del Embarcadero, Santander, España. (2014)[17][18]

- Naranjas, Kunst für Walldorf, Galerie Alte Apotheke, Walldorf, Alemania. (2013)[19][20]

- Youkobo Art Space, Tokio, Japón. (2006)[21][22]

- Susana Reberdito, small Paintings, Sudo Art Museum. Tokio, Japón. (2005)[23]

- Océanos-Malerei. Mannheimer Kunstverein-BGN. Mannheim, Alemania. (2001)[24]

- Galería Lluc Fluxá.  Palma de Mallorca, España. (1999)[25]

- Galería Trazos Tres.  Santander, España. (1993)[26][27]

- Rosefsky Art Gallery.  State University of New York at Binghamton.  Binghamton, New York, USA. (1990)[28]

- Galería Trazos Tres.  Santander, España. (1990)[29]

- Gallery Kyouni.  Tokio, Japón. (1989)[30][31]

## Exposiciones colectivas (selección)
- Open Mind, Rosengarten Mannheim, invited by the Künstlerbund Rhein-Neckar, Mannheim, Alemania. (2019)[32]

- Affordable Art Fair Hamburg, Galerie p-13, Hamburg, Alemania. (2019)[33]

- das kleine FORMAT, [Kunst] PROJEKTE Monika Ruppert, Mannheim, Alemania. (2019)[34]

- Agua, [Kunst] PROJEKTE Monika Ruppert, with Kathleen Knauer, Mannheim, Alemania. (2018)[35]

- Affordable Art Fair Brussels, Galerie p-13, Bruselas, Bélgica. (2018)[36]

- Erinnerung an die Zukunft: Künstler der Galerie, Galerie 100 Kubik, Colonia, Alemania. (2017)[37]

- Malas Compañías, Centro Nacional de Fotografía, Torrelavega, España. (2017)[38]

- Atelier & Künstler 10, Rhein-Neckar-Kreis, Schloss Neckarhausen, Edingen-Neckarhausen, Alemania. (2016)[39][40]

- Sommergäste, Galerie Arthea, Mannheim, Alemania. (2015)[41]

- Stillleben, Galerie p-13, Heidelberg, Alemania. (2014)[42]

- Der Berg. Heidelberger Kunstverein. Heidelberg, Alemania. (2002)[43]

- Atelier und Künstler. Travelling exhibition, 13th Cultural Week,  Rhein-Neckar-Kreis, Alemania. (2002)[44]

- Mujeres (Manifiestos de una naturaleza muy sutil). Comunidad de Madrid, Madrid, España. (2000)[45]

- Positionen. Galerie von Tempelhoff, Karlsruhe, Alemania. (2000)

- Figuraciones de Madrid, de un lugar sin límites. Comunidad de Madrid, Madrid, España. (2000)[46]

- Galerie Kasten (with S. Beik).  Mannheim, Alemania. (1999)

- Bienal de Oviedo. Museo de Bellas Artes de Asturias.  Oviedo, España. (1998)[47]

- Estampa ’97.  Galería Carmen de la Guerra.  Madrid, España. (1997)[48]

- Zwei mal zwei.  Galerie Kasten.  Dresden y Mannheim, Alemania. (1997)

- KunstHerz. Galerie Kasten.  Dresden y Mannheim, Alemania. (1996)[49]

- LIV National Fine Arts Exhibition.  Valdepeñas, España. (1993)[50]

- Museo Español de Arte Contemporáneo (MEAC).  Madrid, España. (1992)[51]

- University Art Museum.  State University of New York at Binghamton.  Binghamton, New York, USA. (1991)[52]

- III Bienal de Pintura María Blanchard.  Santander, España. (1991)[53]

- University Art Museum.  State University of New York at Binghamton.  Binghamton, New York, USA. (1990)[54]

## Obra en espacios públicos
- Pintura mural para las puertas de la Sala María Blanchard del Palacio de Festivales de Cantabria, (Francisco Javier Sáenz de Oiza, arquitecto).  2,7 x 28 metros.  Santander, España. (1990)[55][56]

## Colecciones públicas y privadas
- Gobierno del Distrito de Rin-Neckar, Heidelberg, Alemania
- Dr. Rainer Wild collection, Am Anfang war der Apfel,[57] Heidelberg, Alemania
- Calcografía Nacional, Madrid, España
- Gobierno de la Región de Karlsruhe, Karlsruhe, Alemania
- Museo de Arte Moderno y Contemporáneo de Santander y Cantabria, Santander, España
- Gobierno de Cantabria, Santander, España
- Coivsa Inmobiliaria, Valdepeñas, España
- Fundación Botín, Santander, España
- Kyouni Gallery, Tokio, España
- The McNamara Foundation, Sídney, Australia
- Fundación Pilar y Joan Miró, Palma de Mallorca, España
- Rustol Chemicals Co. Ltd., Tokio, Japón
- Tadeo Tanaka, Tokio, Japón

## Premios y becas
- Becas de la Fundació Pilar y Joan Miró para participar en 2 talleres de la fundación, Palma de Mallorca, 1994
- Primer premio en el concurso público internacional para decorar las puertas de la Sala María Blanchard del Palacio de_Festivales de Cantabria, Santander, 1990
- Beca de viaje de Tabacalera S.A. para apoyar la exposición individual en la galería Kyouni en Tokio, Japón, 1989
- Becas del Círculo de Bellas Artes para participar en los Talleres de Arte Actual, Madrid 1993-1997
- Primer premio ex-aequo en la International Youth Art´85 Competition, The McNamara Group of Companies, Sídney, Australia, 1985
- Segundo premio en el concurso nacional de Arte Joven, Ministerio de Cultura de España, Valencia, 1985
- Primer premio en el VII concurso nacional de pintura “Casimiro Sainz”, Reinosa, 1985
- Primer premio en el VII concurso municipal Juvesant'85, Santander, 1985
- Primer premio en el concurso regional de Bellas Artes, Ministerio de Cultura de España, Santander, 1985
- Tercer premio en el concurso regional de Bellas Artes, Ministerio de Cultura de España, Santander, 1984